# Делле Кьяйе, Стефано
Сте́фано Де́лле Кья́йе (итал. Stefano Delle Chiaie; 13 сентября 1936, Казерта — 10 сентября 2019, Рим) — итальянский неофашистский политик. Основатель боевой организации Национальный авангард. Организатор ультраправых политических кампаний, участник уличных столкновений и «заговора Боргезе». Оперативник антикоммунистических акций в Западной Европе («Гладио») и Латинской Америке («Кондор»). Союзник Жонаса Савимби в ангольской гражданской войне. Советник президента Боливии Луиса Гарсиа Месы. Один из лидеров итальянского и международного ультраправого движения.

## Биография

### В итальянском неофашизме
В молодости работал страховым агентом. В возрасте 14 лет примкнул к неофашистской партии Итальянское социальное движение (MSI). Выступал за максимально жёсткий отпор «коммунистической опасности» и военно-политическую интеграцию стран Западной Европы на антикоммунистической основе. Покинул MSI, разочаровавшись в умеренной позиции тогдашнего лидера партии Артуро Микелини.
В 1960 году создал национал-революционную организацию Национальный авангард (Avanguardia Nazionale, AN), которая воспринималась как ударный отряд крайне правых сил Италии. Активисты AN отличились в ряде уличных столкновений с коммунистами. Активное участие AN принял в правопопулистском восстании Реджо-ди-Калабрия (Moti di Reggio) 1970—1971 годов.
В 1965 году Стефано Делле Кьяйе участвовал в конференции Parco dei Principi — собрании радикальных неофашистских лидеров во главе с Пино Раути. Было принято решение о «революционной войне» против итальянского коммунизма и итальянского либерального государства, которое, по мнению ультраправых, потворствовало коммунистической угрозе.
16 апреля 1968 года Делле Кьяйе организовал поездку 40 итальянских неофашистов в Грецию, где отмечалась годовщина прихода к власти крайне правого режима «чёрных полковников». Был проведён семинар по обмену опытом. Главный лидер итальянского неофашизма князь Валерио Боргезе провозгласил лозунг «За Афинами — Рим!» Началась практическая подготовка неофашистского восстания. Стефано Делле Кьяйе курировал подготовку уличных боевых групп.
В то же время Делле Кьяйе вместе с Марио Мерлино предпринял эффективные усилия к привлечению в своё движение активной анархистской молодёжи. Социально-идеологическая концепция Делле Кьяйе и Мерлино предполагала сочетание фашистских элементов с традициями итальянского анархизма.
1 марта 1968 года Делле Кьяйе и Мерлино участвовали в битве в Валле Джулии (Battaglia di Valle Giulia) — столкновении с полицией студентов Римского университета. Организованная ими атака первоначально вынудила полицейских отступить. Было захвачено помещение юридического факультета. В акции участвовали неофашистские и анархистские студенты, к которым вынужденно присоединились и коммунисты.

Университетская реформа — только начало. Дальше поднимутся политические и социальные требования. Кто вышел на площадь, тот пошёл на войну.

Стефано Делле Кьяйе

16 марта 1968 года Делле Кьяйе во главе боевиков AN участвовал в массовой драке неофашистов с радикально-коммунистическими активистами.

Нас тринадцать человек на главной площади университета. Через несколько мгновений толпа взорвётся криками «Убийцы!». Приближаются две тысячи коммунистов. Многие из нас разумно предпочитают скрыться, броситься врассыпную по улочкам. Но слышится чей-то голос: «Я не хочу убегать!» И мы стоим плечом к плечу, с палками в руках. Бурлящая кровь. Усмешка на лице старшего…

Марио Мерлино.

В мае 1968 Делле Кьяйе и Мерлино организовали у посольства Франции «чёрно-красную» манифестацию солидарности с французским протестным движением.
12 декабря 1969 года в Милане и Риме произошла серия взрывов — т. н. «резня Пьяцца Фонтана» (Strage di piazza Fontana). Эта террористическая атака открыла в Италии эпоху «свинцовых семидесятых». Первоначальное подозрение пало на анархистов, связанных с Мерлино и Делле Кьяйе, оба были арестованы. В 1986—1991 годах оправданы по суду.
Делле Кьяйе вскоре был освобождён. Примкнул к «заговору Боргезе». В декабре 1970 года боевики AN начали оперативные мероприятия по занятию государственных учреждений, однако в последний момент операция была остановлена решением Боргезе. Делле Кьяйе перебрался в Испанию, куда эмигрировал и Боргезе.
В сентябре 1975 года участвовал в тайной конференции Альбано, где обсуждался вопрос об объединении наиболее активных групп неофашистского подполья — «Национального авангарда» (Avanguardia Nazionale) и «Нового порядка» (Ordine Nuovo) — в единую организацию ANON (Avanguardia Nazionale per l’Ordine Nuovo, «Национальный авангард за Новый порядок»). По окончании конференции Делле Кьяйе и Пьерлуиджи Конкутелли нелегально покинули Италию, перебравшись через Швейцарию и Францию в Испанию.

Вместе со Стефано Делле Кьяйе я пересёк границу со Швейцарией, перейдя вброд несколько пограничных речек. Прямо в мокрых брюках я сел на поезд, направлявшийся в Лозанну. Пройдя через строжайший пограничный контроль (швейцарцы опасались терактов), мы погрузились на борт самолёта, летевшего в Ниццу. Я сильно нервничал. Боялся любой проверки. Делле Кьяйе успокаивал меня: «Нас не ищут».

Пьерлуиджи Конкутелли

### Европейский ультраправый интернационал
Стефано Делле Кьяйе стал одним из руководителей базировавшегося в Лиссабоне информационного агентства Aginter Press — организационно-политического центра западноевропейских ультраправых. Он координировал деятельность итальянских, испанских, португальских, французских, западногерманских неофашистских организаций. Конкретное сотрудничество осуществлялось даже с африканскими антикоммунистами: в 1975—1976 Конкутелли принял участие в ангольской гражданской войне на стороне УНИТА.

В каждой стране у нас есть место, где мы собираемся. Во всех городах с населением не менее полумиллиона. До международной организации ещё далеко, но мы всегда надеемся на солидарность наших единомышленников.

Сандро Саккуччи, депутат парламента Италии от MSI

В марте 1976 года Делле Кьяйе провёл в Барселоне интернациональное неофашистское совещание. Были разработаны планы политического и оперативно-силового противодействия коммунистическим и просоветским силам в условиях «разрядки» и «мирного наступления» СССР.
9 мая 1976 года Делле Кьяйе принял участие в «резне Монтехурра» — столкновении испанских, итальянских и аргентинских ультраправых с левыми монархистами-карлистами. Эта акция заметно повлияла на политический расклад в Испании, ослабив левое движение и предотвратив создание широкой коалиции с участием коммунистов.
10 июля 1976 года Пьерлуиджи Конкутелли застрелил в Риме левоориентированного судью Витторио Оккорсио, осуществлявшего жёсткие расследования деятельности ультраправых организаций. Эта акция повлияла на общественные настроения, во многом сдвинутые влево после успеха ИКП на парламентских выборах 1976.
В марте 1977 года Стефано Делле Кьяйе провёл во Франции очередное интернациональное совещание. Мероприятие состоялось в замке Сен-Клу под патронажем Сикста Энрике де Бурбона, лидера монтехуррской атаки. Был утверждён предложенный Делле Кьяйе план силовых акций против коммунистических и просоветских представительств в романоязычных странах Европы, прежде всего Франции. В 1977—1980 во Франции, Испании, Италии произошёл ряд нападений на коммунистических и левых активистов, партийные офисы, редакции, культурные и коммерческие центры. В среднем ежегодно совершалось более полусотни ультраправых терактов.
Эти действия, несомненно, носили внеправовой характер. Однако они были адекватны западноевропейской ситуации 1970-х. Резкое усиление компартий, левых движений, просоветских сил на фоне геополитических сдвигов в пользу СССР провоцировало жёсткие контрдействия. Парадоксальным образом дестабилизационные действия ультраправых способствовали стабилизации положения, предотвращая резкий сдвиг влево.

### Деятельность в Латинской Америке
Находясь в Испании, Стефано Делле Кьяйе установил контакты с радикальными антикоммунистами Аргентины. Он посетил Буэнос-Айрес и договорился об оперативном взаимодействии с Triple A. В порядке этих договорённостей аргентинцы во главе с Родольфо Альмироном приняли активное участие в «резне Монтехурра».
В ноябре 1975 года на похоронах Франсиско Франко состоялась встреча Стефано Делле Кьяйе с Аугусто Пиночетом. По результатам договорённостей Делле Кьяйе перебрался в Чили. Проживал в оперативном центре ДИНА — знаменитом доме Майкла Таунли и Марианы Кальехас. Оттуда переехал в Аргентину. Ему приписывается участие в устранении видных представителей левой оппозиции латиноамериканским правоавторитарным антикоммунистическим режимам (наиболее известны эпизоды Бернардо Лейтона и Карлоса Пратса). Впоследствии, однако, эти обвинения были отклонены по суду.
В 1978 году Делле Кьяйе с молодым неофашистским активистом Пьерлуиджи Пальяни перебрался в Боливию. Летом 1980 года он принял активное участие в приходе к власти генерала Луиса Гарсиа Месы и стал его политическим советником.

Революция в Боливии предоставила нам новый шанс. Мы не были ни палачами, ни наркотеррористами. Мы были и остались политическими бойцами.

Стефано Делле Кьяйе

Боливийский гарсиамесизм явился крупным социально-политическим экспериментом, реализовавшим в Боливии общественную модель ультраправого радикализма. Его неудача во многом была обусловлена резко негативным отношением администрации США (как либерального демократа Джимми Картера, так и консервативного республиканца Рональда Рейгана, хотя с последним Делле Кьяйе пытался установить связь через украинскую антикоммунистическую политэмиграцию). Введённую против Боливии экономическую блокады не удалось прорвать. Осенью 1981 года Гарсиа Меса был вынужден уйти с президентского поста. Вскоре был убит Пьерлуиджи Пальяни.
Стефано Делле Кьяйе пришлось покинуть Боливию. Вместе с аргентинскими специалистами он принимал участие в подготовке никарагуанских контрас для борьбы с марксистским режимом в Никарагуа. Параллельно встретился в Майами с активистом «Серых волков» Абдуллой Чатлы, договорившись о подключении турецких неофашистов к международным проектам ультраправых.
В сентябре 1980 года в Буэнос-Айресе Стефано Делле Кьяйе участвовал в буэнос-айресском совещании латиноамериканских представителей Всемирной антикоммунистической лиги (ВАКЛ). Контактировал с лидерами «эскадронов смерти» Сальвадора и Гватемалы — Роберто д’Обюссоном и Марио Сандовалем Аларконом. Организовал их взаимодействие со спецслужбами Аргентины.

### Возвращение в Италию
В 1982 итальянские правоохранительные органы выдали ордер на арест Стефано Делле Кьяйе. 23 марта 1987 года он был арестован в Венесуэле и экстрадирован в Италию. Ему был предъявлен ряд обвинений по терактам в Италии (в том числе атаку Пьяцца Фонтана и массовое убийство в Болонье 2 августа 1980 года), Испании и Латинской Америке.

Я был в клетке, и передо мной провели родственников жертв. Некоторые из них думали, что я палач. Это был один из немногих случаев, когда я почувствовал боль.

Стефано Делле Кьяйе

Ни одно из конкретных обвинений не получило доказательных подтверждений в суде. Делле Кьяйе был полностью оправдан.
В 1991 году Делле Кьяйе инициировал создание праворадикальной Национально-народной лиги (Lega Nazionalpopolare). На следующий год организация вступила в коалицию Лига Лиг (Lega delle Leghe). Впоследствии она преобразовалось в движение Национально-народная Альтернатива (Alternativa Nazional Popolare). В эти структуры входили бывшие члены MSI, активисты внепарламентских ультраправых организаций и ультралевые радикалы анархистского толка. Однако блок не добился успеха на выборах 1992 года, получив 220 тысяч голосов.

### Политическая активность последних лет
Стефано Делле Кьяйе активно занимался праворадикальной агитацией и политической публицистикой. В 2012 году издал книгу L’Aquila e il Condor. Memorie di un militante nero — «Орёл и Кондор. Воспоминания чёрного бойца». В этой работе были изложены взгляды автора на острейшие политические конфликты в Италии, Испании, Португалии, Латинской Америке и Африке с позиций идеолога и практика.
В сентябре 2012 книга презентировалась в Козенце. Прибытие в город Делле Кьяйе обернулось уличными столкновениями, в которых три человека получили ранения.
Сотрудничал с рядом ультраправых организаций, в частности, Fiamma Tricolore и Социальным национальным фронтом. Активно участвовал в мероприятиях ветеранов ультраправого движения.
На конференции Solidarieta Sociale — «Социальная солидарность», проведённой в Риме 21-22 июня 2014 года (мероприятие было приурочено к 54-й годовщине Национального авангарда), Делле Кьяйе говорил о противостоянии транснациональному финансово-сырьевому капиталу как продолжении антикоммунистической борьбы. Отмечалось присутствие на конференции ультраправых из России и с Украины. Конференции «Социальной солидарности» проводились в Риме под председательством Делле Кьяйе также в 2015 и 2016 годах.
Несмотря на известные симпатии европейских, в том числе итальянских ультраправых к Владимиру Путину, Делле Кьяйе и Мерлино в целом позитивно отнеслись к украинскому революционному движению 2013—2014.
Поддерживая украинских ультраправых, Делле Кьяйе в то же время выступал за их примирение с российскими единомышленниками и за прекращение «абсурдного» противостояния украинских и русских национал-патриотов. При этом он подчёркивал значение России для проекта «Европы наций». В то же время, по некоторым данным, он негативно оценивал Владимира Путина, видя в нём прежде всего «подполковника КГБ», то есть функционера структуры, с которой антикоммунист Делле Кьяйе в своё время вёл непримиримую борьбу.

Что касается батальона «Азов», то часто говорилось о присутствии среди его бойцов итальянцев из крайне правого движения Национальный Авангард, основанного Стефано Делле Кьяйе. Мы прямо спросили Делле Кьяйе, есть ли активисты Национального Авангарда в украинских добровольческих войсках? «Не могу ответить на этот вопрос. Каждый отвечает за свой выбор и свои решения. Скажу только, что бои между русскими и украинскими патриотами абсурдны… Я скорее антипутинист, но ясно, что Европа, о которой мы мечтаем, Европа народов, не может обойтись без России…»

## Смерть и похороны
Стефано Делле Кьяйе скончался в римской больнице Vannini, не дожив трёх дней до своего 83-летия. В некрологах говорилось о прежних обвинениях в терактах, Делле Кьяйе характеризовался как идеолог неофашизма, отмечалась его роль в реорганизации итальянских крайне правых сил.
Похороны Стефано Делле Кьяйе состоялись 12 сентября 2019 в базилике Сан-Лоренцо-фуори-ле-Мура. Присутствовали несколько десятков человек, ветераны и активисты Национального авангарда, известные праворадикальные политики, в том числе Адриано Тильгер (преданный сторонник Делле Кьяйе) и Роберто Фиоре (консервативный оппонент Делле Кьяйе). В ходе церемонии активно применялись ритуалы и символика неофашизма. Поддержание порядка обеспечивали около пятидесяти сотрудников полиции с тремя бронемашинами.

## Архив и конфликт
В марте 2021 возник острый конфликт вокруг архива Стефано Делле Кьяйе. Права собственности на архив закреплены за вдовой Каролиной Казале. Однако архив, содержащий большой объём материалов о событиях Свинцовых семидесятых, был похищен группой лиц, связанных с бывшим активистом Национального авангарда Винченцо Нардулли. Похитители задержаны полицией, возбуждено уголовное дело. Большинство соратников Делле Кьяйе решительно осудили Нардулли и его сторонников.

## Оценки деятельности
Коммунистические, левые и либеральные критики характеризуют Делле Кьяйе как неонациста и «чёрного террориста». В пропагандистских материалах СССР эта фигура подавалась с оттенком демонизации:

Кто же этот Делле Кьяйе, так по-хозяйски распоряжавшийся на испанской земле?

В.Чернышёв, «Испанское прибежище европейских неофашистов»

Более правые комментаторы подчёркивают, что деятельность ультраправых в Западной Европе и Латинской Америке уравновешивала мощную экспансию СССР, левых и прокоммунистических сил.

Выбор Делле Кьяйе можно объяснить тем, что он и его товарищи рассматривали Атлантический блок как меньшее зло, нежели риск коммунистической диктатуры. Меня лично эта мысль не шокирует.

Рафаэлле Морани

Соратники и сторонники Делле Кьяйе считают его выдающимся лидером, в течение десятилетий проявляли личную верность.

Зал украшен чёрными и красными флагами с руной в белом кругу. Люди сходятся под сенью своего символа вокруг своего Команданте — «маленького Большого человека». Стефано Делле Кьяйе. Он снова, как и всегда, принял решение, убедившее всех.

Сам Стефано Делле Кьяйе, выступая в Реджо-ди-Калабрии в октябре 2012 года высказался следующим образом:

Меня обвиняли в терроре, но мы никогда не участвовали в убийствах, подобных Пьяцца Фонтана или Болонье. Наша борьба в Италии, в Латинской Америке или в Анголе не была службой североамериканцам. Это была служба народам, боровшимся против угнетения могущественными силами. Мы мечтали о революции, мы пытались её совершить.